# Дейтон (Орегон)
Дейтон (англ. Dayton) — місто (англ. city) в США, в окрузі Ямгілл штату Орегон. Населення — 2678 осіб (2020).

## Географія
Дейтон розташований за координатами 45°13′11″ пн. ш. 123°4′41″ зх. д. / 45.21972° пн. ш. 123.07806° зх. д. (45.219842, -123.078097).  За даними Бюро перепису населення США в 2010 році місто мало площу 2,17 км², уся площа — суходіл.

## Демографія
Згідно з переписом 2010 року, у місті мешкали 2534 особи в 797 домогосподарствах у складі 624 родин. Густота населення становила 1168 осіб/км².  Було 843 помешкання (388/км²).
Расовий склад населення:
| - 79,2 % — білих - 1,0 % — корінних американців - 0,9 % — азіатів - 0,5 % — чорних або афроамериканців - 14,7 % — осіб інших рас |

До двох чи більше рас належало 3,7 %. Частка іспаномовних становила 29,9 % від усіх жителів.
За віковим діапазоном населення розподілялося таким чином: 32,6 % — особи молодші 18 років, 57,3 % — особи у віці 18—64 років, 10,1 % — особи у віці 65 років та старші. Медіана віку мешканця становила 32,8 року. На 100 осіб жіночої статі у місті припадало 98,3 чоловіків;  на 100 жінок у віці від 18 років та старших — 97,6 чоловіків також старших 18 років.
Середній дохід на одне домашнє господарство  становив 56 137 доларів США (медіана — 53 646), а середній дохід на одну сім'ю — 58 268 доларів (медіана — 56 375). Медіана доходів становила 38 352 долари для чоловіків та 31 218 доларів для жінок. За межею бідності перебувало 19,9 % осіб, у тому числі 27,9 % дітей у віці до 18 років та 10,1 % осіб у віці 65 років та старших.
Цивільне працевлаштоване населення становило 1013 особи. Основні галузі зайнятості: освіта, охорона здоров'я та соціальна допомога — 28,3 %, виробництво — 17,4 %, сільське господарство, лісництво, риболовля — 13,4 %.